# Valerie Davey
Valerie Davey, född 16 april 1940, är en brittisk Labourpolitiker. Hon var parlamentsledamot för valkretsen Bristol West från 1997 till 2005.
Davey har studerat teologi och arbetat som lärare, samt varit lokalpolitiker. Hon motsatte sig Storbritanniens deltagande i Irakkriget.